# 服务器端请求伪造
在计算机安全中，服务器端请求伪造（英語：Server-side Request Forgery，简称SSRF）是攻击者滥用服务器功能来访问或操作无法被直接访问的信息的方式之一。
服务器端请求伪造攻击将域中的不安全服务器作为代理使用，这与利用网页客户端的跨站请求伪造攻击类似（如处在域中的浏览器可作为攻击者的代理）。